# Megaměsto

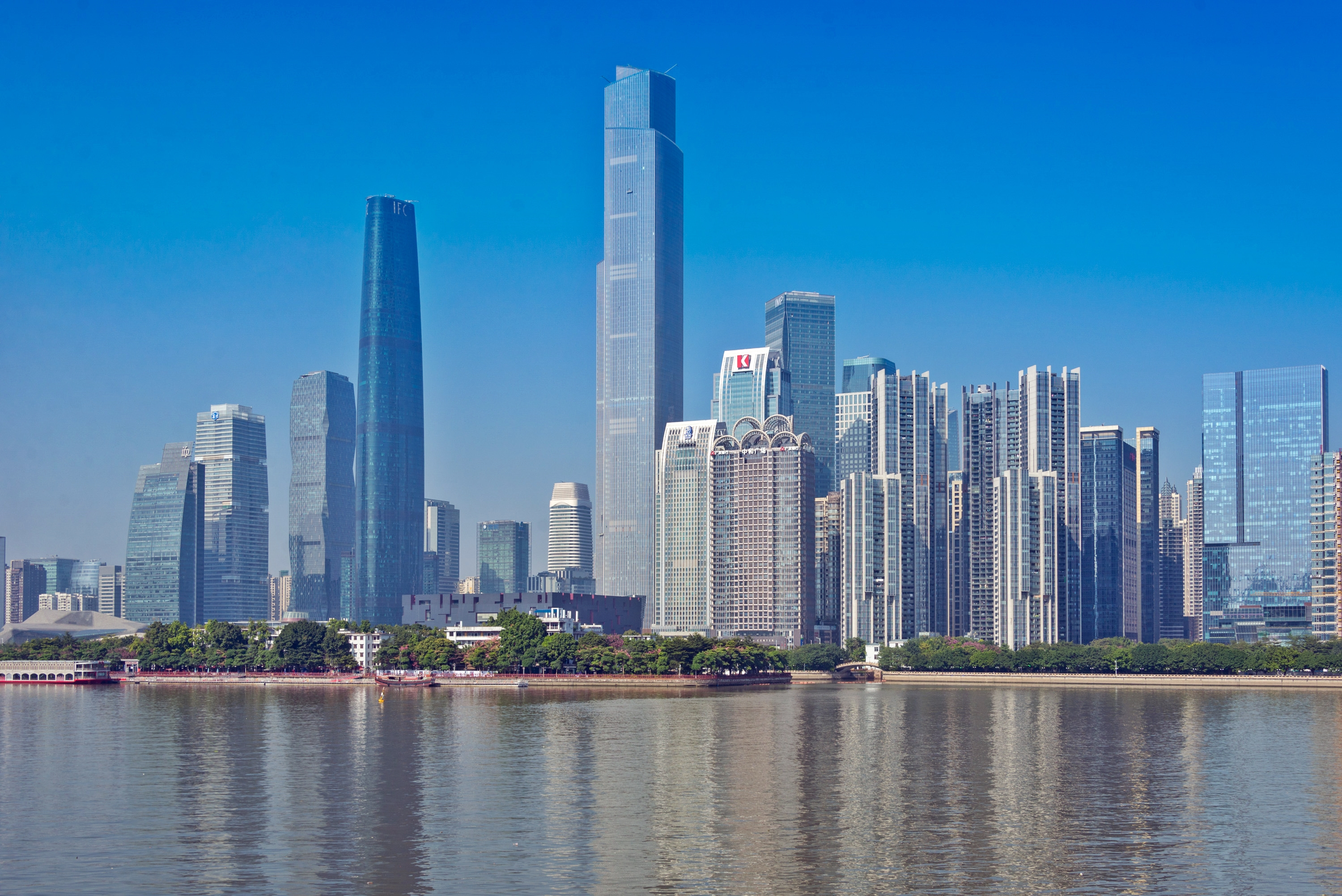
Pohled na Kanton, jedno z nejlidnatějších měst na světě

Megaměsto je město, které má obvykle více než 10 milionů obyvatel. Odbor pro ekonomické a sociální otázky Organizace spojených národů (UN DESA) definuje megaměsta jako „městské aglomerace s více než 10 miliony obyvatel“. Zpráva Univerzity v Bonnu popisuje megaměsta jako „metropolitní oblasti s více než 10 miliony obyvatel“. Podle jiných zdrojů je minimální hranice pět až osm milionů obyvatel a hustota zalidnění alespoň 2000 obyvatel na kilometr čtvereční.
Celkový počet megaměst na světě se liší podle různých zdrojů: UN DESA uvádí 33 (k roku 2018), Organizace pro hospodářskou spolupráci a rozvoj uvádí 25 (k roku 2020), webová stránka Demographia uvádí 44 (k roku 2023) a webová stránka CityPopulation.de uvádí 45 (k roku 2024). Nejvíce megaměst se nachází v Číně a Indii. Mezi další země s minimálně jedním megaměstem patří: Angola, Argentina, Bangladéš, Brazílie, Egypt, Filipíny, Francie, Indonésie, Írán, Japonsko, Jihoafrická republika, Jižní Korea, Kolumbie, Konžská demokratická republika, Mexiko, Nigérie, Pákistán, Peru, Rusko, Spojené království, Spojené státy americké, Thajsko, Tchaj-wan a Turecko.
Některé zdroje označují za největší megaměsto na světě Velké Tokio, zatímco jiné zase deltu Perlové řeky.

## Seznam megaměst
| Megaměsto          | Stát                           | Region                   | Odhadovaný počet obyvatel | Odhadovaný počet obyvatel | Odhadovaný počet obyvatel | Odhadovaný počet obyvatel |
| Megaměsto          | Stát                           | Region                   | Citypopulation.de         | Demographia               | UN DESA                   | OECD                      |
| ------------------ | ------------------------------ | ------------------------ | ------------------------- | ------------------------- | ------------------------- | ------------------------- |
| Kanton             | Čína                           | Východní Asie            | 70 100 000                | 27 119 000                | 12 638 000                | 16 650 322                |
| Tokio              | Japonsko                       | Východní Asie            | 41 000 000                | 37 785 000                | 37 468 000                | 36 697 549                |
| Šanghaj            | Čína                           | Východní Asie            | 40 800 000                | 24 042 000                | 25 582 000                | 30 504 083                |
| Dillí              | Indie                          | Jižní Asie               | 34 600 000                | 31 190 000                | 28 514 000                | 33 495 554                |
| Jakarta            | Indonésie                      | Jihovýchodní Asie        | 29 200 000                | 35 386 000                | 10 517 000                | 32 513 588                |
| Metro Manila       | Filipíny                       | Jihovýchodní Asie        | 27 200 000                | 24 156 000                | 13 482 000                | 27 327 889                |
| Bombaj             | Indie                          | Jižní Asie               | 27 100 000                | 25 189 000                | 19 980 000                | 23 435 141                |
| Ciudad de México   | Mexiko                         | Jižní Amerika            | 25 100 000                | 21 905 000                | 21 581 000                | 19 229 491                |
| Soul               | Jižní Korea                    | Východní Asie            | 25 100 000                | 23 225 000                | 9 963 000                 | 25 199 125                |
| Káhira             | Egypt                          | Severní Afrika           | 22 500 000                | 22 679 000                | 20 076 000                | 27 925 433                |
| Dháka              | Bangladéš                      | Jižní Asie               | 22 500 000                | 19 134 000                | 19 578 000                | 22 762 988                |
| São Paulo          | Brazílie                       | Jižní Amerika            | 22 100 000                | 21 486 000                | 21 650 000                | 21 671 857                |
| New York           | Spojené státy americké         | Severní Amerika          | 22 000 000                | 21 396 000                | 18 819 000                | 20 106 617                |
| Bangkok            | Thajsko                        | Jihovýchodní Asie        | 21 200 000                | 18 884 000                | 10 156 000                | 18 601 400                |
| Peking             | Čína                           | Východní Asie            | 21 200 000                | 18 883 000                | 19 618 000                | 20 738 738                |
| Karáčí             | Pákistán                       | Jižní Asie               | 20 900 000                | 20 249 000                | 15 400 000                | 18 916 709                |
| Lagos              | Nigérie                        | Západní Afrika           | 20 700 000                | 14 540 000                | 13 463 000                | 12 642 198                |
| Moskva             | Rusko                          | Evropa                   | 19 700 000                | 17 878 000                | 12 410 000                | 17 217 606                |
| Kalkata            | Indie                          | Jižní Asie               | 17 700 000                | 21 747 000                | 14 681 000                | 24 106 859                |
| Ósaka              | Japonsko                       | Východní Asie            | 17 700 000                | 14 916 000                | 19 281 000                | 16 866 788                |
| Čcheng-tu          | Čína                           | Východní Asie            | 17 300 000                | 15 016 000                | 8 813 000                 | 9 768 500                 |
| Los Angeles        | Spojené státy americké         | Severní Amerika          | 17 200 000                | 15 587 000                | 12 458 000                | 16 206 529                |
| Buenos Aires       | Argentina                      | Jižní Amerika            | 16 700 000                | 15 748 000                | 14 967 000                | 14 590 526                |
| Teherán            | Írán                           | Jihozápadní Asie         | 16 500 000                | 13 382 000                | 8 896 000                 | 13 563 316                |
| Istanbul           | Turecko                        | Evropa, Jihozápadní Asie | 15 900 000                | 14 441 000                | 14 751 000                | 14 693 269                |
| Kinshasa           | Konžská demokratická republika | Střední Afrika           | 15 600 000                | 13 493 000                | 13 171 000                | 10 077 694                |
| Londýn             | Spojené království             | Evropa                   | 14 900 000                | 10 803 000                | 9 046 000                 | 13 475 297                |
| Sia-men            | Čína                           | Východní Asie            | 14 900 000                | 5 253 000                 | 3 585 000                 | 4 261 898                 |
| Johannesburg       | Jihoafrická republika          | Jižní Afrika             | 14 600 000                | 15 551 000                | 5 486 000                 | 9 497 036                 |
| Láhaur             | Pákistán                       | Jižní Asie               | 14 500 000                | 13 504 000                | 11 738 000                | 15 696 939                |
| Bengalúr           | Indie                          | Jižní Asie               | 14 200 000                | 15 257 000                | 11 440 000                | 14 253 019                |
| Chang-čou          | Čína                           | Východní Asie            | 13 900 000                | 9 618 000                 | 7 236 000                 | 9 013 951                 |
| Ho Či Minovo Město | Vietnam                        | Jihovýchodní Asie        | 13 900 000                | 14 953 000                | 8 145 000                 | 14 247 593                |
| Si-an              | Čína                           | Východní Asie            | 12 800 000                | 12 211 000                | 7 444 000                 | 6 818 858                 |
| Čennaí             | Indie                          | Jižní Asie               | 12 600 000                | 11 570 000                | 10 456 000                | 11 528 915                |
| Rio de Janeiro     | Brazílie                       | Jižní Amerika            | 12 500 000                | 12 306 000                | 13 293 000                | 11 068 999                |
| Wu-chan            | Čína                           | Východní Asie            | 12 200 000                | 10 353 000                | 8 176 000                 | 8 947 812                 |
| Lima               | Peru                           | Jižní Amerika            | 11 800 000                | 10 556 000                | 10 391 000                | 10 496 389                |
| Paříž              | Francie                        | Evropa                   | 11 500 000                | 11 108 000                | 10 901 000                | 11 249 025                |
| Tchien-ťin         | Čína                           | Východní Asie            | 11 500 000                | 10 047 000                | 13 215 000                | 8 963 397                 |
| Hajdarábád         | Indie                          | Jižní Asie               | 11 400 000                | 9 797 000                 | 9 482 000                 | 9 706 886                 |
| Čchang-ša          | Čína                           | Východní Asie            | 11 000 000                | 5 065 000                 | 4 345 000                 | 4 009 195                 |
| Čchung-čching      | Čína                           | Východní Asie            | 10 900 000                | 12 653 000                | 14 838 000                | 8 913 804                 |
| Nagoja             | Japonsko                       | Východní Asie            | 10 500 000                | 9 439 000                 | 9 507 000                 | 9 853 994                 |
| Bogota             | Kolumbie                       | Jižní Amerika            | 10 400 000                | 10 252 000                | 10 574 000                | 10 544 590                |
| Tchaj-pej          | Tchaj-wan                      | Východní Asie            | 9 950 000                 | 9 662 000                 | –                         | 10 048 037                |
| Čeng-čou           | Čína                           | Východní Asie            | 9 800 000                 | 11 068 000                | 4 940 000                 | 6 381 637                 |
| Luanda             | Angola                         | Střední Afrika           | 9 350 000                 | 10 914 000                | 7 774 000                 | 10 212 263                |
| Surabaja           | Indonésie                      | Jihovýchodní Asie        | 5 900 000                 | 6 556 000                 | –                         | 10 695 358                |
| Tung-kuan          | Čína                           | Východní Asie            | Společně s Kantonem       | 10 753 000                | 7 360 000                 | Společně s Kantonem       |
| Ťie-jang           | Čína                           | Východní Asie            | Společně s Šan-tchou      | 2 516 000                 | –                         | 13 891 202                |
| Šen-čen            | Čína                           | Východní Asie            | Společně s Kantonem       | 17 778 000                | 11 908 000                | Společně s Kantonem       |
| Su-čou             | Čína                           | Východní Asie            | Společně se Šanghajem     | 6 091 000                 | 6 339 000                 | 13 485 006                |